# Hamburg-Marienthal

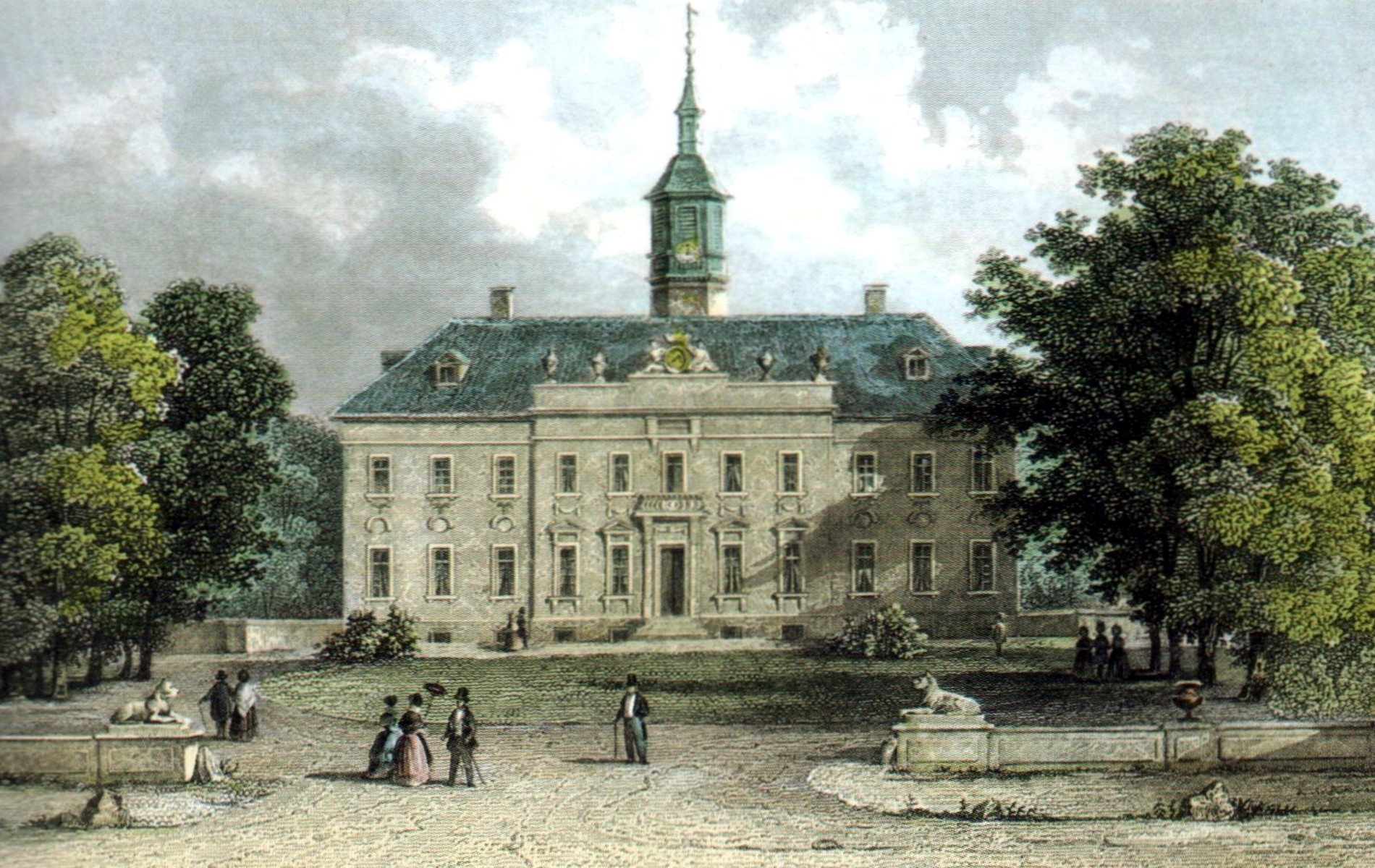
Wandsbeker Schloss in Marienthal 1830

Marienthal ist ein Hamburger Stadtteil im Bezirk Wandsbek.

## Geografie
Marienthal grenzt im Nordwesten an Eilbek, im Norden an Wandsbek und im Osten an Jenfeld (alle im Bezirk Wandsbek); im Süden grenzt es an Horn und im Südwesten an Hamm (beide im Bezirk Hamburg-Mitte). Als ehemaliger Villenvorort Wandsbeks ist Marienthal bis heute durch Einzelhausbebauung und Grünanlagen geprägt.

## Geschichte
Die Entstehung Marienthals ist eng mit der Geschichte des Nachbarstadtteils Wandsbek verbunden. Das 1296 erstmals urkundlich erwähnte Gut Wandsbek gehörte seit 1460 zum Königreich Dänemark und wechselte mehrfach den Besitzer. 1762 gelangte es an den Kaufmann und Berater des dänischen Königs Heinrich Carl Graf von Schimmelmann, der im Südteil des Dorfes – auf dem Gebiet des heutigen Mariental – das Wandsbeker Schloss samt Schlosspark errichten ließ. Der Nachfahre Christian Schimmelmann verkaufte 1807 den nördlichen Teil des Dorfes (das heutige Wandsbek) an den Staat Dänemark; den südlichen Teil hingegen behielt er in seinem privaten Eigentum.

Marienthal 1906: die Marienanlage

1857 erwarb der Grundstücksspekulant Johann Anton Wilhelm von Carstenn dieses Gebiet für 230 000 Reichstaler, ließ 1861 das intakte Schloss abreißen und parzellierte zunächst das westliche Gebiet des Gutsgeländes, um die Grundstücke gewinnbringend zu verkaufen. Ebenfalls 1861 beantragte Carstenn, das Gebiet Marienthal zu benennen. Er erhielt die Genehmigung und der Ort den gewünschten neuen amtlichen Namen. Lange glaubte man, der Name ginge auf die Freifrau Maria von Kielmannsegg (* 1643, † 1709) zurück, deren Ehemann Friedrich Christian von Kielmannsegg 1684 am Wandsbeker Mühlenteich einen Witwensitz für seine Ehefrau errichten lassen hatte. Maria von Kielmannsegg gab dem Sitz den Namen Haus Marienthal. Tatsächlich ist einem im Landesarchiv Schleswig erhalten gebliebenen Brief Carstenns zu entnehmen, dass er den späteren Stadtteil nach seiner Tochter Marie benannte, die auch auf dem Wandsbeker Alten Friedhof ihre letzte Ruhestätte fand. Die Marienanlage ist der letzte Rest des Schloßgartens.
Die Fleckenverwaltung Wandsbek kaufte für 96.000 Mark zur Verhinderung einer weiteren Erschließung einen langen schmalen Waldstreifen, das Wandsbeker Gehölz, auf, um es vor der Einteilung als Grundstücke und deren Verkauf zu bewahren. Noch heute fungiert das Gehölz als Naherholungsgebiet.
Die Bahnstrecke Lübeck–Hamburg wurde 1865 eröffnet, die durch die Einflussnahme Carstenns durch Marienthal verläuft, bzw. heute ab der Bovestraße nach Osten die Grenze zu Wandsbek bildet. Zunächst diente die Eisenbahn eher dem Güter- als dem Personenverkehr. Nach den Wünschen der Wandsbeker Gewerbetreibenden sollte die Bahnlinie eigentlich in der Nähe der Wandse verlaufen, es wurde aber die südliche Variante gewählt. Die Eisenbahnlinie samt neuen Bahnhof diente Carstenn bei der Vermarktung Marienthals als Villenvorort.
Probleme traten bei der Eigenständigkeit Marienthals auf: Es gehörte nicht mehr zum Gut Wandsbek und auch nicht zur Gemeinde Wandsbek. Auch aufgrund dieses unklaren rechtlichen Status strebten die neuen Einwohner nach politischer Eigenständigkeit. Dies verhinderte Wandsbek: Im Zuge des Deutsch-Dänischen Krieges gelangte Wandsbek 1864 zu Preußen. Es erhielt 1870 wegen seiner Zahl von über 10 000 Einwohnern Stadtrechte. 1873 wurde Wandsbek Verwaltungssitz des Kreises Stormarn. Mit Hilfe des Kreises vereitelte Wandsbek die Eigenständigkeit Marienthals. 1878 erfolgte die Eingemeindung Marienthals nach Wandsbek, Marienthal wurde damit de facto Wandsbeker Stadtteil, durfte sich aber Bezirk Marienthal nennen – dies wohl auch, um eine gewisse Abgrenzung zu Wandsbek zu demonstrieren. Auch das große Dorf Hinschenfelde wurde ab 1900 Wandsbeker Stadtteil. Durch die Zahl von 27 000 Einwohnern konnte Wandsbek kreisfreie Stadt werden. Im Gegenzug sorgte die Stadt Wandsbek als Zugeständnis bei der Eingemeindung Marienthals dafür, dass Marienthal Villenvorort blieb, eine dichte Bebauung und weitere Gewerbeansiedelung unterblieben in Marienthal weitgehend.
Im Rahmen des Groß-Hamburg-Gesetzes gelangte Wandsbek – und mit ihm Marienthal – 1937/38 an Hamburg. 1949/1951 verschwand durch das Hamburger Bezirksverwaltungsgesetz und die Neuordnung der Hamburger Stadtteile und ihrer Grenzen das historische Hinschenfelde verwaltungsmäßig vollständig, es wurde im Westen der Straßen Am Stadtrand und Ölmühlenweg ein Ortsteil des Hamburger Stadtteiles Wandsbek und im Osten ein Teil Tonndorfs. Es wurden nun die drei Hamburger Stadtteile Wandsbek, Tonndorf und Marienthal gebildet. Marienthal gewann einen schmalen Streifen westlich der Hammer Straße und Brauhausstraße bis zur Güterumgehungsbahn und der S-Bahn und das Gebiet nördlich der Bärenallee bis zur Wandsbeker Marktstraße und zur Schloßstraße, gab aber Flächen nördlich der Bahnlinie nach Lübeck an Wandsbek und östlich des Ölmühlenweges und des Holstenhofweges an Tonndorf und Jenfeld ab.
Vielen Wandsbekern und Marienthalern sind diese Änderungen der Stadtteilgrenzen nicht im Bewusstsein. So gehören heute die Südseite der Wandsbeker Marktstraße mit dem Gebäude der Haspa und die Südseite der Schloßstraße mit der ehemaligen Post und dem Wandsbeker Bezirksamt zu Marienthal. Genauso befinden sich das Polizeikommissariat Wandsbek, der Bürgersaal und das Gemeindehaus der Christuskirche und der Bahnhof Hamburg-Wandsbek, das Wandsbeker Gehölz und die Asklepios Klinik Wandsbek im Hamburger Stadtteil Marienthal.

## Statistik
(Quelle: )
- Anteil der unter 18-Jährigen: 16,2 % [Hamburger Durchschnitt: 16,8 % (2023)]
- Anteil der Haushalte mit Kindern: 18,4 % [Hamburger Durchschnitt: 17,8 % (2023)]
- Anteil der über 64-Jährigen: 19,7 % [Hamburger Durchschnitt: 17,8 % (2023)]
- Ausländeranteil: 17,6 % [Hamburger Durchschnitt: 20,7 % (2023)]
- Anteil von Leistungsempfängern nach SGB II: 5,2 % [Hamburger Durchschnitt: 10,0 % (2023)]
- Arbeitslosenquote: 4,2 % [Hamburger Durchschnitt: 6,2 % (2023)]

Marienthal zählt zu den wohlhabenderen Hamburger Stadtteilen. Die durchschnittlichen jährlichen Einkünfte pro Steuerpflichtigen betrugen hier im Jahre 2020 etwa 65.413 Euro und sind deutlich höher als der Hamburger Durchschnitt (48.035 Euro).

## Politik
Für die Wahl zur Hamburgischen Bürgerschaft und der Bezirksversammlung gehört Marienthal zum Wahlkreis Wandsbek. Bei der Bezirksversammlungswahl gehört der Stadtteil zum Wahlkreis Marienthal, Jenfeld, Tonndorf. Bei Bundestagswahlen zählt Marienthal zum Bundestagswahlkreis Hamburg-Wandsbek.

### Wahlergebnisse
Die folgende Tabelle zeigt den Stimmenanteil der Parteien bei den Bürgerschaftswahlen seit 1966:
|                             | SPD    | CDU    | Grüne  | Linke  | AfD    | FDP    | Übrige |
| Bürgerschaftswahl 2025      | 32,4 % | 27,5 % | 16,3 % | 07,5 % | 06,7 % | 03,3 % | 06,3 % |
| Bürgerschaftswahl 2020      | 38,5 % | 13,2 % | 24,0 % | 06,2 % | 05,0 % | 07,0 % | 06,1 % |
| Bürgerschaftswahl 2015      | 43,7 % | 18,5 % | 09,2 % | 05,5 % | 07,1 % | 12,1 % | 03,9 % |
| Bürgerschaftswahl 2011      | 44,4 % | 28,0 % | 08,9 % | 03,9 % | –      | 10,4 % | 04,4 % |
| Bürgerschaftswahl 2008      | 26,6 % | 53,6 % | 07,2 % | 04,3 % | –      | 06,5 % | 01,8 % |
| Bürgerschaftswahl 2004      | 24,8 % | 59,1 % | 08,2 % | –      | –      | 03,7 % | 04,2 % |
| Bürgerschaftswahl 2001      | 28,7 % | 35,0 % | 05,9 % | 00,3 % | –      | 08,4 % | 21,7 % |
| Bürgerschaftswahl 1997      | 28,0 % | 42,7 % | 10,1 % | 00,4 % | –      | 05,2 % | 13,6 % |
| Bürgerschaftswahl 1993      | 31,5 % | 34,2 % | 11,2 % | –      | –      | 06,6 % | 16,5 % |
| Bürgerschaftswahl 1991      | 34,4 % | 47,0 % | 06,3 % | 00,2 % | –      | 09,2 % | 02,9 % |
| Bürgerschaftswahl 1987      | 33,3 % | 51,2 % | 05,3 % | –      | –      | 09,6 % | 00,6 % |
| Bürgerschaftswahl 1986      | 28,9 % | 55,8 % | 07,6 % | –      | –      | 07,0 % | 00,7 % |
| Bürgerschaftswahl Dez. 1982 | 34,4 % | 54,4 % | 05,8 % | –      | –      | 05,0 % | 00,4 % |
| Bürgerschaftswahl Jun. 1982 | 29,1 % | 58,4 % | 05,9 % | –      | –      | 05,8 % | 00,8 % |
| Bürgerschaftswahl 1978      | 35,0 % | 54,3 % | 03,3 % | –      | –      | 05,5 % | 01,9 % |
| Bürgerschaftswahl 1974      | 31,8 % | 52,8 % | –      | –      | –      | 12,9 % | 02,5 % |
| Bürgerschaftswahl 1970      | 30,0 % | 56,2 % | –      | –      | –      | 11,5 % | 02,3 % |
| Bürgerschaftswahl 1966      | 40,4 % | 42,2 % | –      | –      | –      | 11,7 % | 0 %5,7 |

1. ↑  1978 als Bunte Liste – Wehrt Euch, 1982 bis 2011 als Grüne/GAL.
2. ↑  1991 und 1997 als PDS/Linke Liste, 2001 als PDS.
3. ↑  Darunter 18,9 % für die Schill-Partei.
4. ↑  Darunter 7,5 % für die Statt Partei.
5. ↑  Darunter 5,3 % für die NPD

## Wirtschaft und Infrastruktur

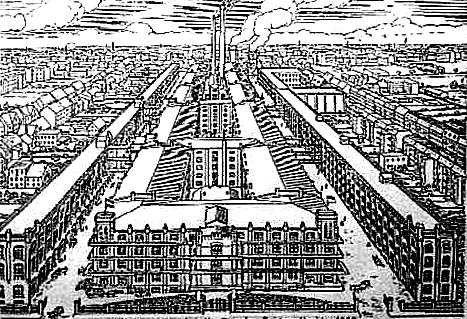
Die Schokoladenfabrik „Reichhardt“ 1905

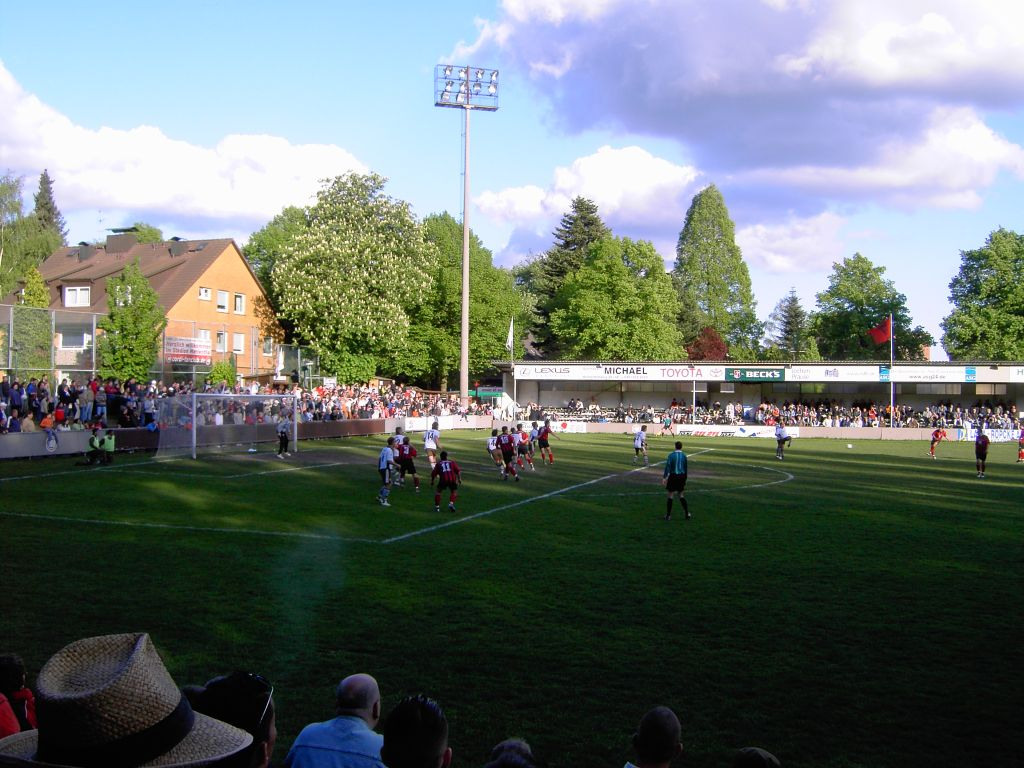
SC Concordia

Die Kakao Compagnie Theodor Reichhardt wurde 1898 von Halle (Saale) nach Wandsbek verlegt. Im Jahre 1928 schließlich wurde das Reichhardt Werk für 10 Millionen Reichsmark an die Stollwerckgruppe in Köln verkauft und deren Betrieb dorthin verlagert.

Herbert Stockmann, der sich 1932 als Importeur von Südfrüchten in Wandsbek etablierte, nahm 1949 die Schokoladenproduktion dort auf der Ostseite der Efftingestraße wieder auf, wo früher die Actien Bierbrauerei Marienthal im ehemaligen Marienthal ihren Sitz hatte.

Das Gymnasium Marienthal ist die erste Hamburger Schule mit deutsch-chinesischem Zweig.

Am Wandsbeker Gehölz befand sich das Stadion des SC Concordia von 1907, welches zum 30. Juni 2009 aus ökonomischen Gründen geschlossen wurde. Der Verein trägt heute (Stand 2023) seine Heimspiele auf dem Sportplatz Bekkamp in Jenfeld aus.

### Verkehr
Nördlich Marienthals verläuft die ehemalige B 75 (Wandsbeker Marktstraße – Wandsbeker Chaussee) in die Innenstadt.
Die Regionalbahnlinien RE8, RE80, RB81 verlaufen durch Marienthal und bilden teilweise die Grenze zu Wandsbek. Die S-Bahn-Haltestelle Wandsbeker Chaussee, die U-Bahn-Haltestelle Wandsbek Markt und die Regionalbahnhaltestelle Hamburg-Wandsbek liegen im Stadtteil bzw. an seinen Grenzen. Die Bahnen führen in die Innenstadt.
Nach Vollendung des Belttunnels zwischen Dänemark und Fehmarn werden die skandinavischen Langgüterzüge durch Rahlstedt, Tonndorf und Marienthal zwischen sechs Meter hohen Lärmschutzwänden nach Maschen und in den Hamburger Hafen rollen. Dadurch kann der Personennahverkehr nicht länger die gleichen Gleise nutzen und muss auf zwei parallelen separaten Gleisen geführt werden. Nach den Planungen soll Marienthal drei Nahverkehrshaltestellen, am Holstenhofweg, an der Bovestraße und an der Straße Beim Alten Posthaus erhalten.
Südlich beginnt am Horner Kreisel die Bundesautobahn 24 in Richtung Berlin mit Anschluss an die Bundesautobahn 1 nach Lübeck und Bremen sowie über die A7 nach Hannover.

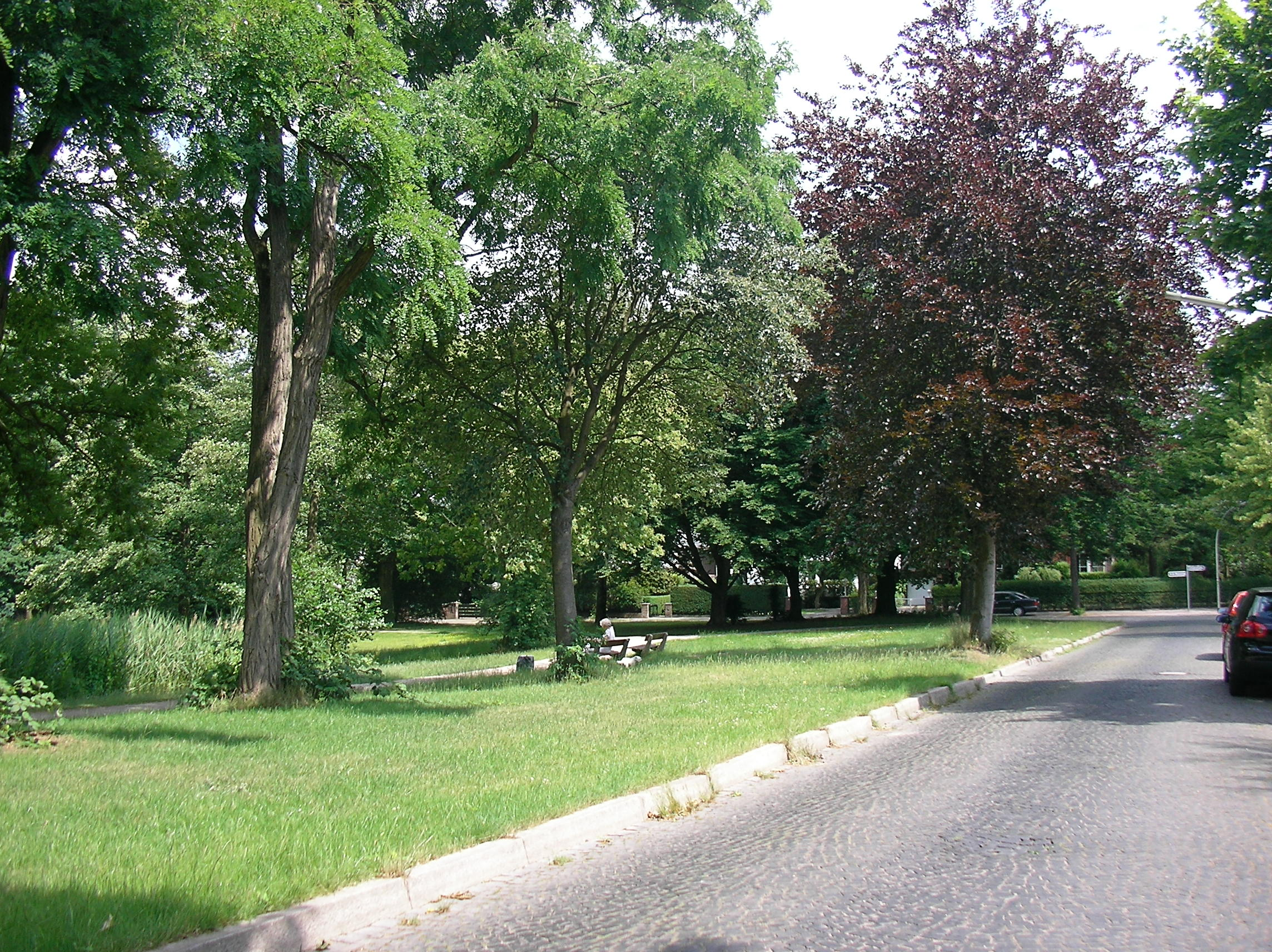
Die Marienanlage – eine von vielen Grünflächen im Stadtteil
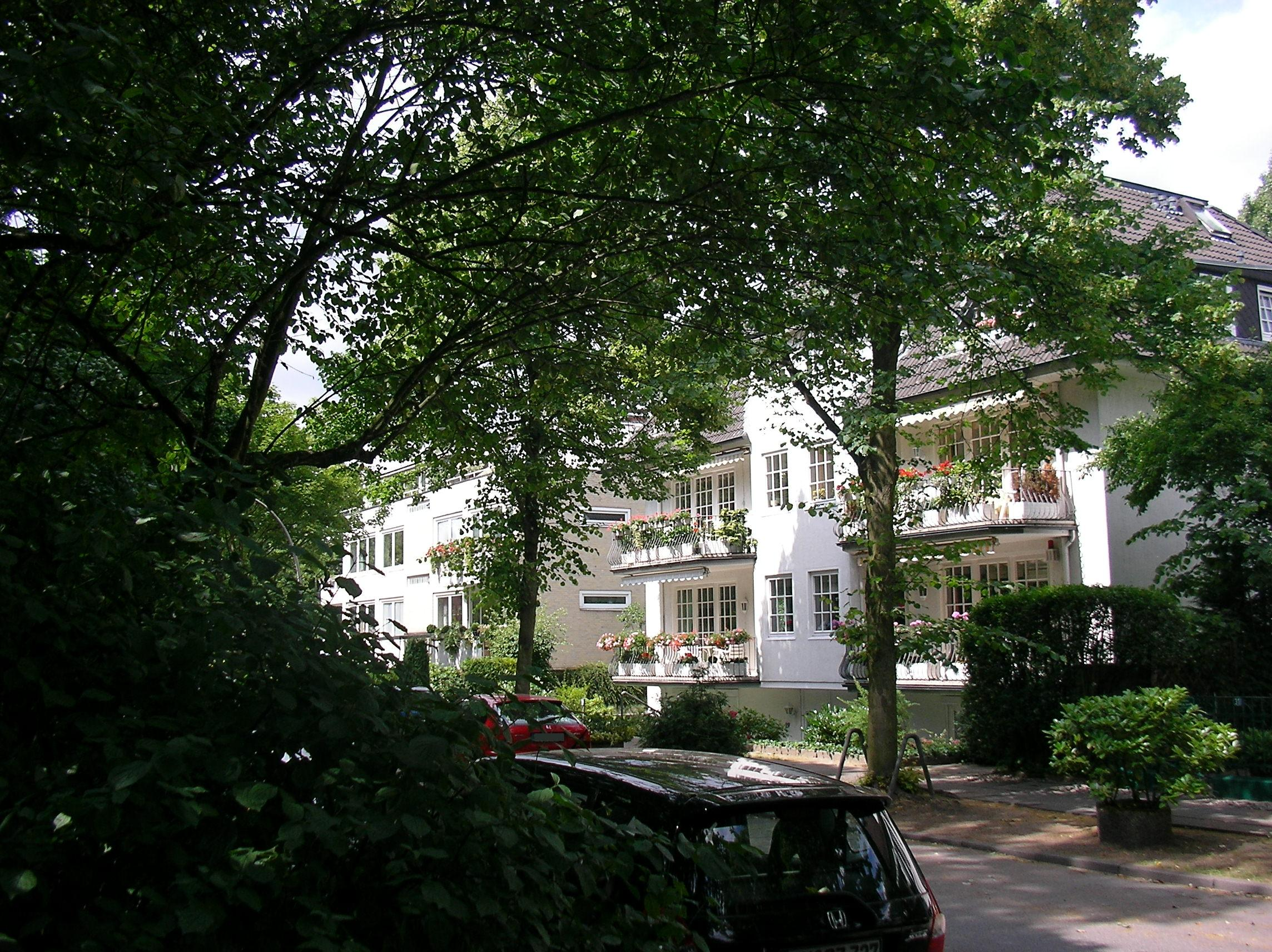
Blick ins Grüne: Häuser am Husarendenkmal
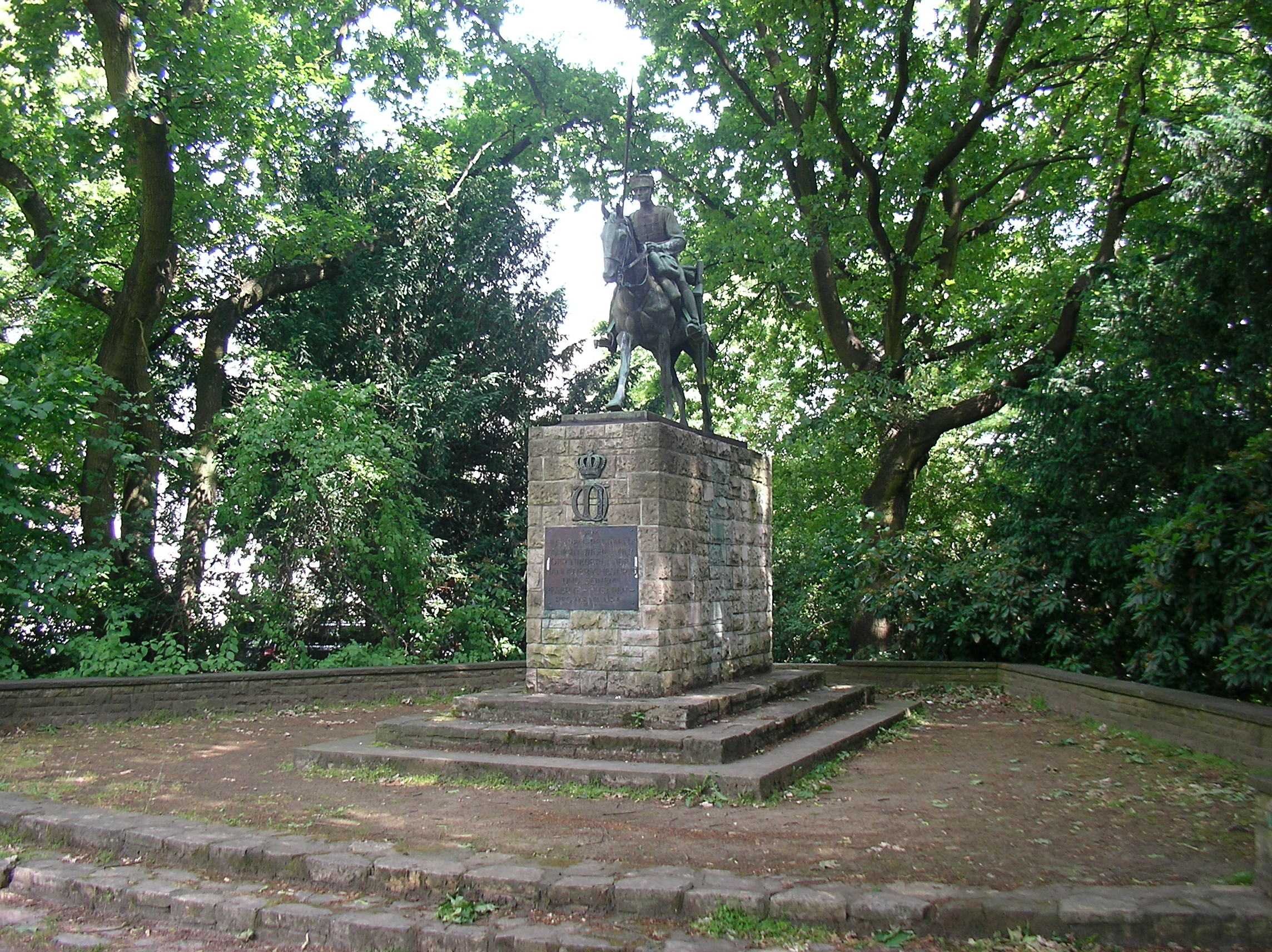
Das Husarendenkmal – ein lebensgroßer Meldereiter aus Bronze von 1938
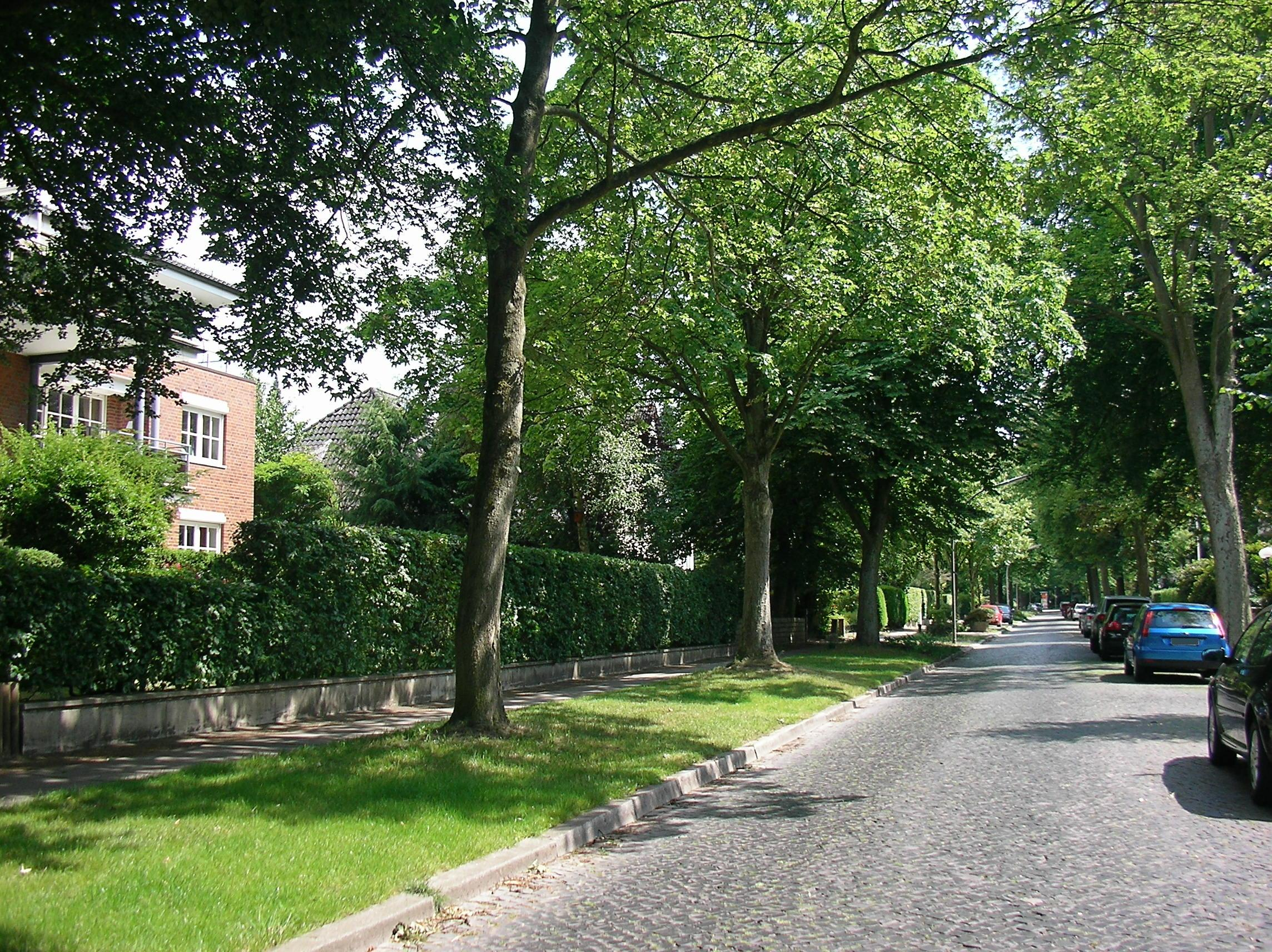
Typisches Straßenbild: eine ruhige und gepflegte Wohnstraße